# Ancienne synagogue de Gundershoffen
La synagogue de Gundershoffen a été construite au centre de la ville de Gundershoffen, commune française située dans la circonscription administrative du Bas-Rhin et, depuis le 1er janvier 2021, dans le territoire de la Collectivité européenne d'Alsace, en région Grand Est.

## Éléments historiques

### Situation et évolution de la propriété
Les origines de la communauté de Gundershoffen remontent au moins au début du 18e siècle. Devenue trop petite et constatée en mauvais état en 1843, elle fut remplacée par l'édifice actuel vers 1865.
La restitution de la propriété de la synagogue, qui avait été saisie sous l’occupation allemande, a été demandée le 27 avril 1947 par le consistoire israélite.
Références cadastrales : Parcelles situées à l’ange de la rue de l’église et de rue la Paix : Parcelle no 84 - Feuille 000 3 01 - Commune : Gundershoffen (67110).
Désaffectée et vidée de son mobilier, elle a été cédée à la commune en 1968 puis servi de dispensaire au rez-de-chaussée et transformée en logement pour les sœurs gardes-malades en 1969.
Certains éléments de cette synagogue, dont les Tables de la Loi qui la surmontaient, ont été déposés au cimetière juif.

### Histoire de la communauté juive
En 1681, Louis XIV crée un rabbinat d’Alsace, calquant les institutions du judaïsme alsacien sur celles de la communauté de Metz. Les lettres patentes du 25 septembre 1657 accordèrent aux juifs d'Alsace la protection royale, qui semblait se substituer à la précédente tutelle impériale.
Une communauté juive a existé à Gundershoffen au moins dès le XIXe siècle.
En 1784, le pouvoir royal ordonne un dénombrement général des Juifs en Alsace qui atteste la présence de Juifs à Gundershoffen.
Après l’émancipation des Juifs par le vote de l'Assemblée constituante en 1791 au début de la Révolution française, de nouveaux cimetières israélites ont été créés, dont celui de Gundershoffen. Cela s'est traduit dans les années 1850, notamment en Alsace-Moselle, par l'ajout sur les stèles, généralement au verso, de la mention en langue française du nom et de la date de décès.
En 1780, date de la construction de la première synagogue, ce lieu de culte juif, compte huit familles israélites, soit 38 personnes.
122 communes du Bas-Rhin comptaient des habitants juifs en août 1806 et au printemps 1808. 114 communes disposaient d’un registre de prise de nom des juifs en 1808 dont Gundershoffen. On a recensé 29 individus dans la commune, et 39 personnes en 1809.
La nécropole juive de Gundershoffen compte 966 tombes datées de 1815 à nos jours, un nombre témoignant de l'importance de la communauté juive sur la commune et les communes environnantes. Les trois communautés principales d’origine des défunts sont évidemment les plus proches : Niederbronn-les-Bains, Reichshoffen, Gundershoffen.

#### La communauté juive de Gundershoffen
Quelques manifestations qui se sont déroulées à Gundershoffen :
- Noces d’or en 1924 : Kaufmann, Isaac et Brauschveij,
- Un mariage
- Mariage et noce d'or à Gundershoffen,
- Visite autour des voyages et migrations dans la culture juive le dimanche 06 septembre 2020, Les Dernières Nouvelles d'Alsace.

### Lesrabbinsdu Bas-Rhin
- Le Grand Rabbinat de Strasbourg et du Bas-Rhin[9].
- le poste d’officiant salarié par l’État a été supprimé par décision du consistoire israélite du Bas-Rhin le 14 octobre 1957 en raison de la création d’un poste de ministre de culte prévue à Reichshoffen la synagogue de Gundershoffen sera finalement cédée à la commune en 1968.
- Élie Schwab, rabbin de Haguenau (1721-1747)[10] et Samuel Halberstadt.
- Joseph Bloch devient à la Libération, le rabbin de la Communauté de Haguenau, (Bas-Rhin). Il y termine sa carrière.
- Les cérémonies du souvenir dans le Bas-Rhin : Dimanche 15 septembre 2022 au Cimetière israélite de Gundershoffen - Grand Rabbin Claude Heymann.

## Personnalités liées à la commune
- Les Justes parmi les nations[11] :
  - Raymonde Weiss (1923-1997) épouse Lévy, de Gundershoffen, réfugiée en Dordogne[12],[13].

## La construction, agrandissement et restauration / réutilisation de la synagogue
L'entrée est de style oriental.
Les murs extérieurs moellon sont en grès enduits avec vingt fenêtres de style oriental.
L'élévation intérieure comporte un vaisseau unique.
La couverture tuile est à deux pans.

## La maison mortuaire
La maison mortuaire, initialement en bois, a été incendiée par la Hitlerjugend. Il contenait probablement le registre des inhumations qui aurait donc été brulé. Cet édifice a été reconstruit après la guerre et abrite le corbillard à l'entrée.

## Le cimetière israélite de Gundershoffen

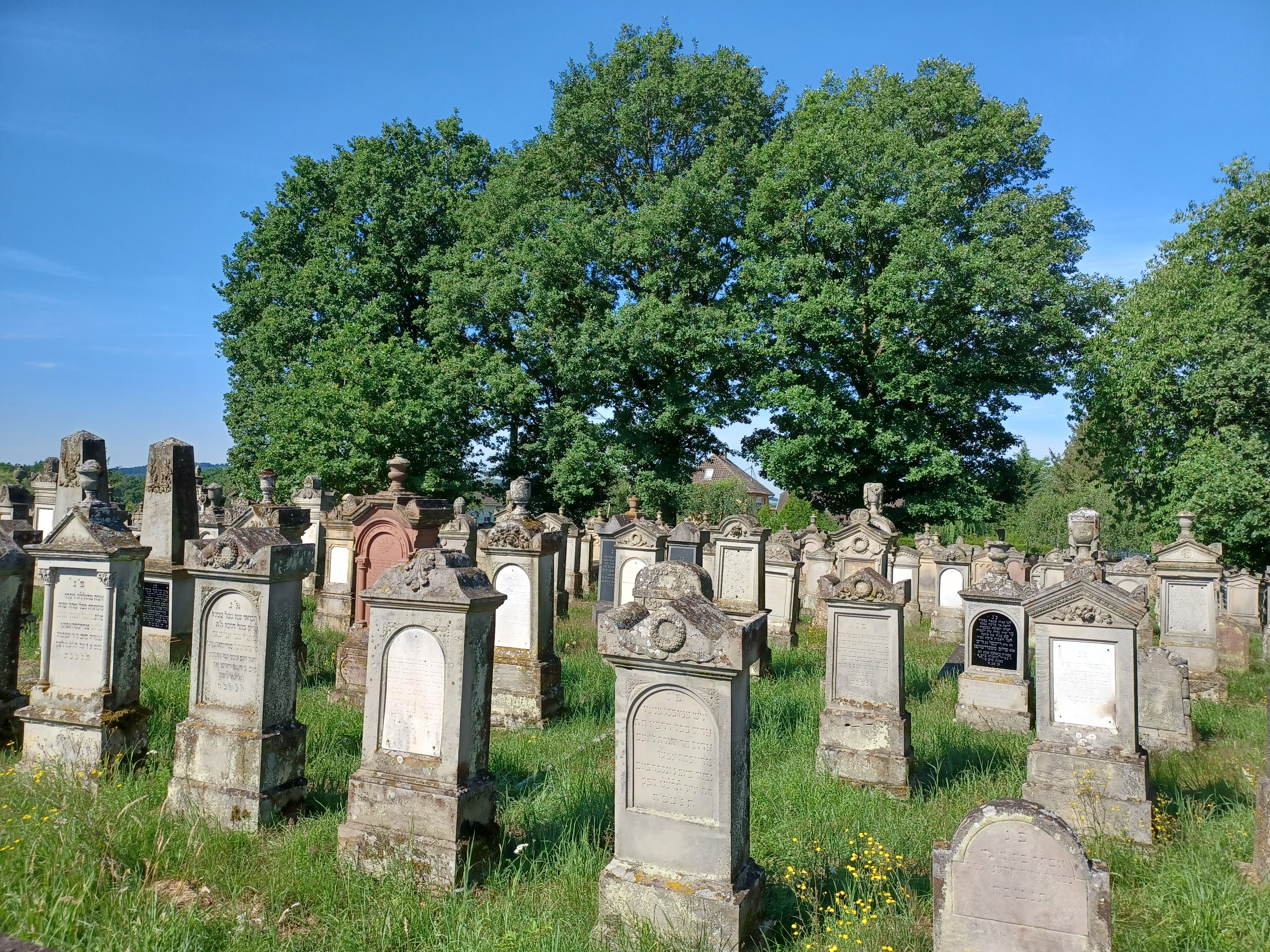
Cimetière juif rue de la Forêt.

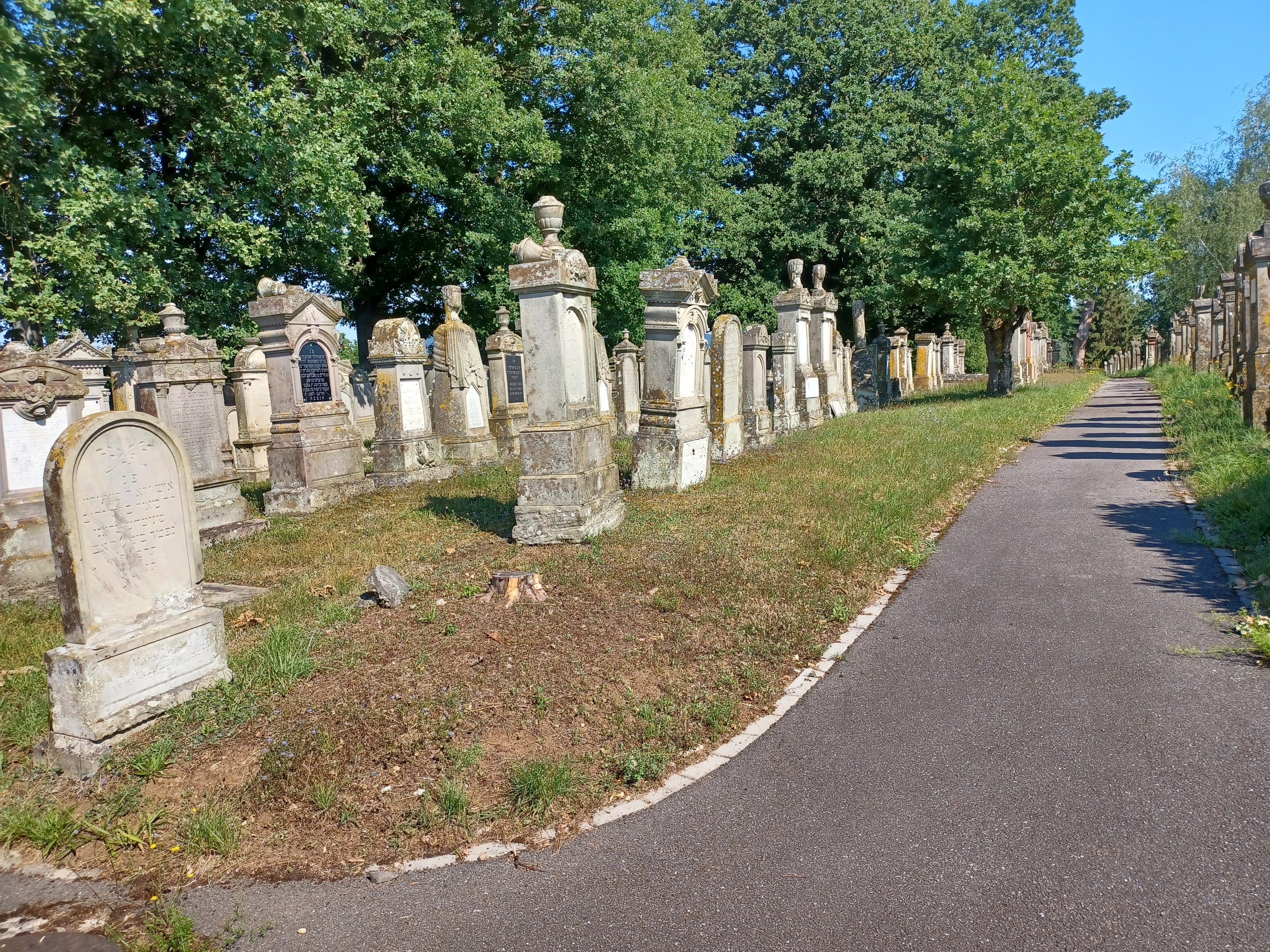
Cimetière israélite.

La nécropole juive de Gundershoffen compte 966 tombes, en grès des Vosges rouge et gris, datées de 1815 à nos jours,,.

### L’association de sauvegarde et mise en valeur du patrimoine juif
L'association ASHERN « les Amis des Sites Hébraïques des Environs de Reichshoffen et Niederbronn-les-Bains », créée en décembre 2017, s'est engagée dans la poursuite du projet de conservation du cimetière israélite de Gundershoffen et d'Oberbronn et a conclu un accord de partenariat avec l'association ICE-RF, Institut Chrétien pour l'Europe, de Niederbronn-les-Bains.
Le territoire d'ASHERN :
- Les sites consistoriaux :

Le cimetière israélite d’Oberbronn,,,
La synagogue de Reichshoffen,
Le Cimetière israélite de Gundershoffen.

### Les animations et événements organisés par l'association " ASHERN "
- Juin 2022 :

7 juin 2022. Conférence de Simone Polak, rescapée des camps en 1945, organisée par l’ASHERN et la Société d'histoire, d'archéologie de Reichshoffen et environ (SHARE), au Moulin de Niederbronn-les-Bains,
Exposition : la vie au néolithique,
Concerts dominicaux.